# Тимм, Василий Фёдорович
Васи́лий Фёдорович Ти́мм (Гео́рг Вильге́льм Тимм) (нем. Georg Wilhelm Timm; 9 [21] июня 1820, Зоргенфрей [ныне в черте Риги], Лифляндская губерния, Российская империя — 7 [19] апреля 1895, Берлин, Германская империя) — русский живописец и литограф немецкого происхождения, баталист и жанрист; иллюстратор, издатель «Русского художественного листка». Академик Императорской Академии художеств (с 1855), профессор Прусской академии художеств.

## Происхождение и ранние годы
Второй по старшинству сын Вильгельм родился в усадьбе Зоргенфрей (также Зоргенфрай, «беззаботная») на берегу Кишозера, ныне в Риге, в семье бургомистра Фридриха Вильгельма Тимма и его супруги, дочери пастора из Салисбурга Эмилии Циммерман. Его отец увлекался музыкой, играл на фортепиано и скрипке и вошёл в историю города тем, что при его участии в 1836 году прошёл Первый большой музыкальный праздник Даугавы Немецкого общества, предтеча Праздников песни. На втором этаже дома бургомистра, находившегося на углу Малой и Большой Новой улицы, имелся концертный зал, где выступали многие знаменитости: Рихард Вагнер, два года работавший капельмейстером рижского Немецкого театра, Ференц Лист, выступавший здесь в 1842 году с концертами, пианисты и композиторы Фридрих Калькбреннер, Сигизмунд Тальберг и Адольф Гензельт.
Вильгельм в детстве проявил способности к рисованию. Начальное художественное образование Тимм получил в Биркенруской гимназии, а затем отец отправил его на учёбу в Санкт-Петербург, где юноша с 1834 года посещал в качестве постороннего ученика классы Императорской Академии художеств, в которой главными его наставниками были профессор-баталист Александр Зауервейд и ксилограф барон Константин Клодт. Его любимым жанром стал карандашный рисунок. Именно рисунки и принесли ему известность.

## Путешествия и творчество
За свои успехи в батальной живописи Тимм был награждён от Академии двумя серебряными медалями, малой и большой. Тимм окончил курс в Академии в 1839 году, со званием художника XIV класса. Большим успехом молодого художника стала первая же работа книжного иллюстратора-графика, когда он в 1840 году полностью оформил книгу известного петербургского поэта, Ивана Мятлева, имевшего большое влияние при дворе и в высшем свете. Выпущенный первым изданием в 1841 году роман в стихах «Сенсации и замечания г-жи Курдюковой за границею, дан л’Этранже» был шикарно издан в лучшей столичной типографии. Даже Белинский, известный своими критическими отзывами, отнёс книгу к лучшим достижениям российского типографского дела и в первой же рецензии написал, что «оно заслуживает величайшего внимания и самых лестных похвал по своим политипажным картинкам и виньеткам, изобретённым и выполненным превосходно». Роман выходил несколькими изданиями в 1841—1844 годах, постепенно прибавляя новые главы, столько же времени продолжалась и работа художника. Живые острохарактерные иллюстрации познакомили большой свет с именем В. Тимма и сделали ему имя в очень молодом возрасте.
Через пять лет после того, в 1844 году, он отправился в Париж, работал там под руководством Ораса Верне, сделал оттуда поездку в Алжир и, участвуя в парижских салонах, обратил на себя внимание любителей искусства картинами «Русский фельдъегерь», «Взятие Смалы» и «Араб-импровизатор у Бабель-Уэдской башни, в Алжире».
Вернувшись в 1849 году в Санкт-Петербург, принимает участие в иллюстрировании знаменитого сборника «Наши списанные с натуры русскими» и многих других изданий. Сближается с Ф. Булгариным и Н. Гречем, принимает участие в художественном оформлении их произведений. Основная часть гравюр Тимма выполнена в технике ксилографии и литографии. Современники называли его русский Гаварни за изящество и тонкий юмор книжной графики. Коллекционированию тиммовских изданий посвящали свои труды и средства многие русские библиофилы.
Тимм много путешествовал по России, посетил донских калмыков, Кавказ, где ещё шла борьба с горцами, и во время Крымской кампании находился при участвовавших в ней великих князьях. За его акварельные и карандашные рисунки, большое количество которых находится в альбомах особ императорской фамилии, Императорская Академия художеств в 1855 году возвела его в звание академика. Затем и Прусская академия художеств удостоила художника звания профессора.

## Издательская деятельность
Начиная с 1851 года, по Высочайшему соизволению предпринял издание периодического сборника литографий с небольшим объяснительным текстом, под заглавием: «Русский художественный листок», в котором помещал как свои собственные рисунки на камне, так и исполненные другими художниками. Большинство рисунков было перенесено на литографский камень самим Тиммом. Журнал выходил в свет в течение 11 лет, с 1851 по 1862 годы — до тех пор, пока под предлогом болезни глаз (а скорее всего — из-за изменившейся конъюнктуры) художник не прекратил издание.
«Русский художественный листок» был лучшим подобным изданием середины XIX столетия. По сути, Тимм стал родоначальником русской реалистической книжной иллюстрации, ярко передавая типажи людей, быт.
По рисунку В. Ф. Тимма 1856 года Э. Давид создал литографию «Высочайший обед в Грановитой палате».

Примеры литографий Тимма
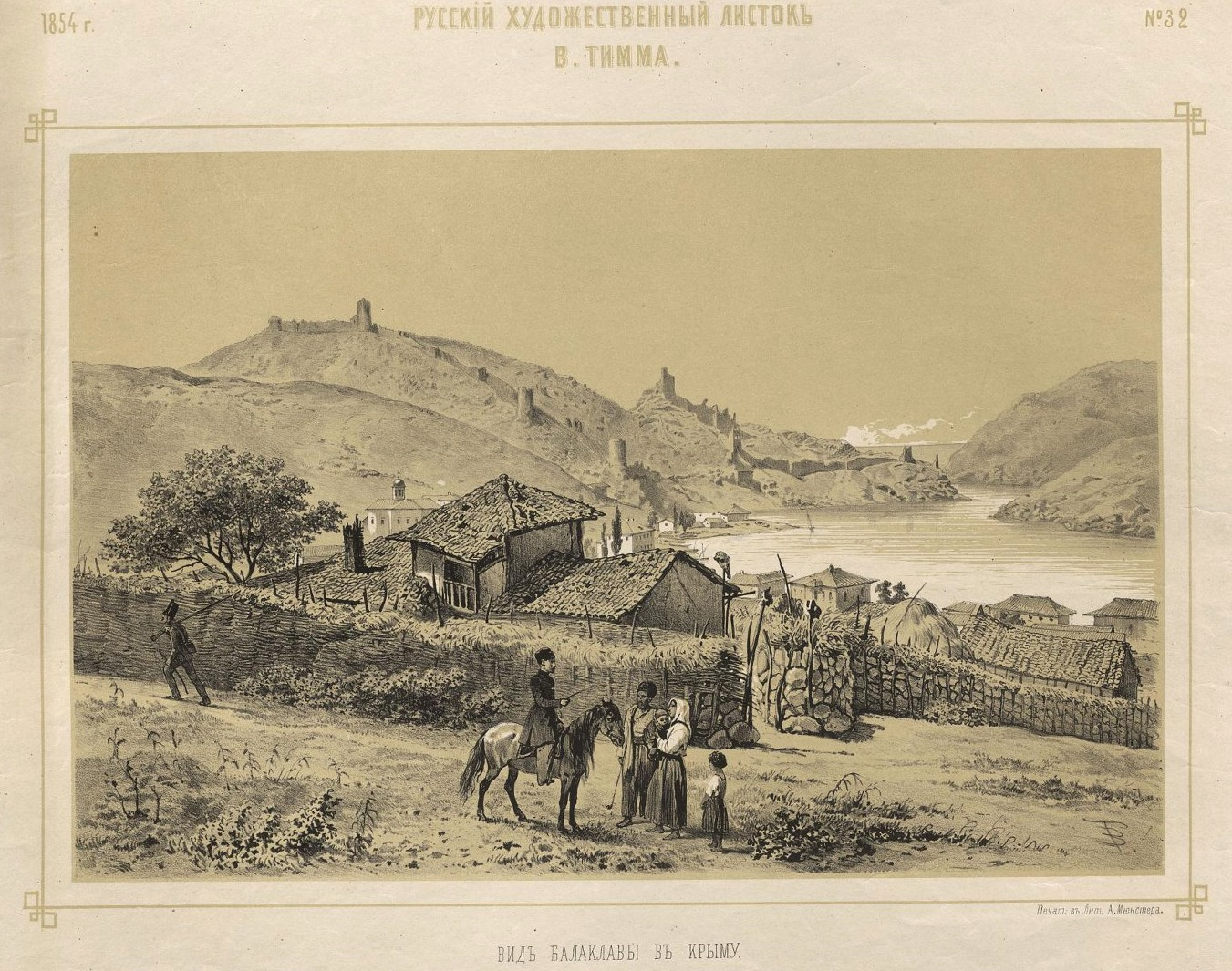
«Русский художественный листок». Лист № 32. Вид Балаклавы в Крыму. 1854 г.
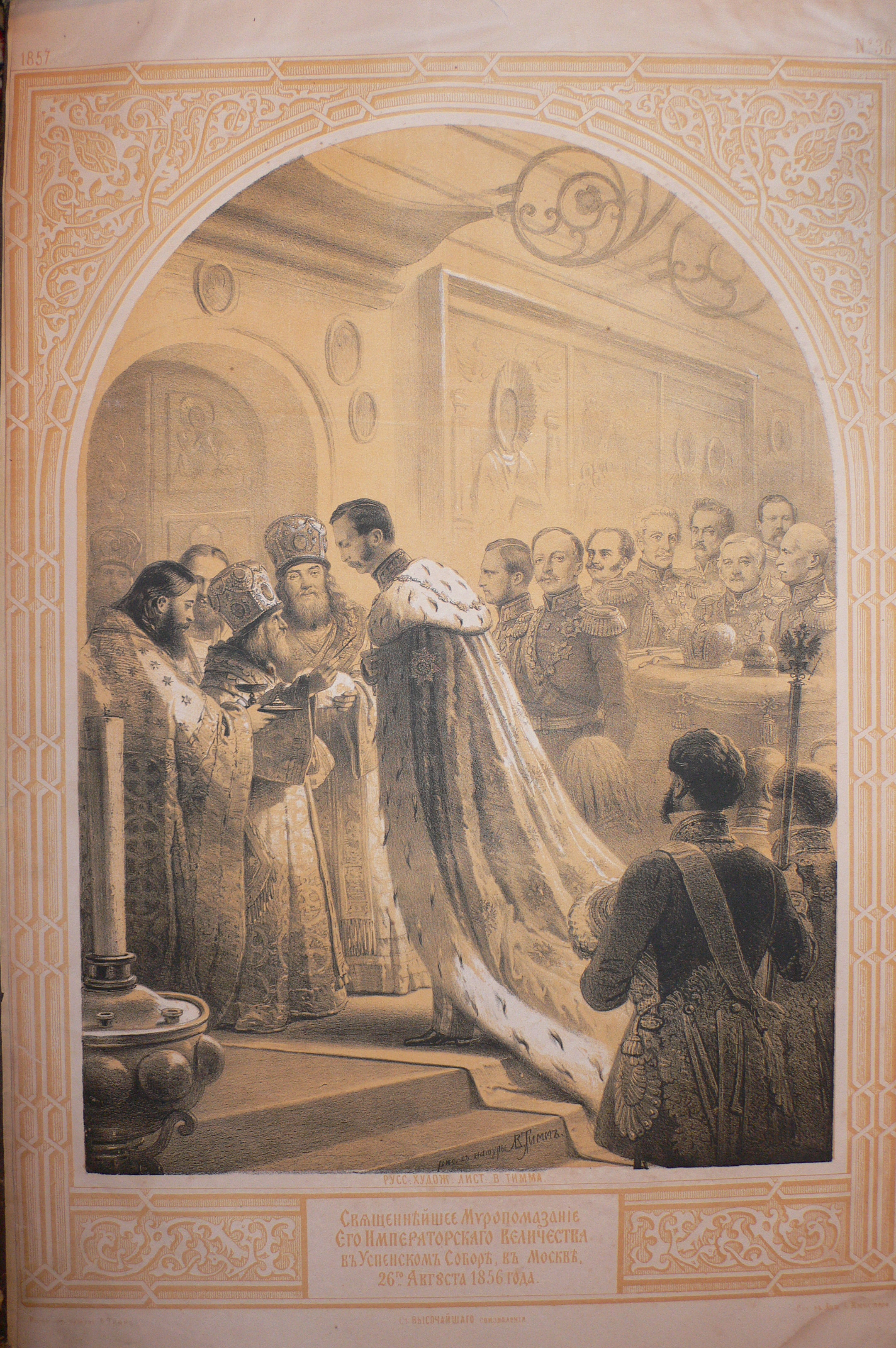
Миропомазание Александра II
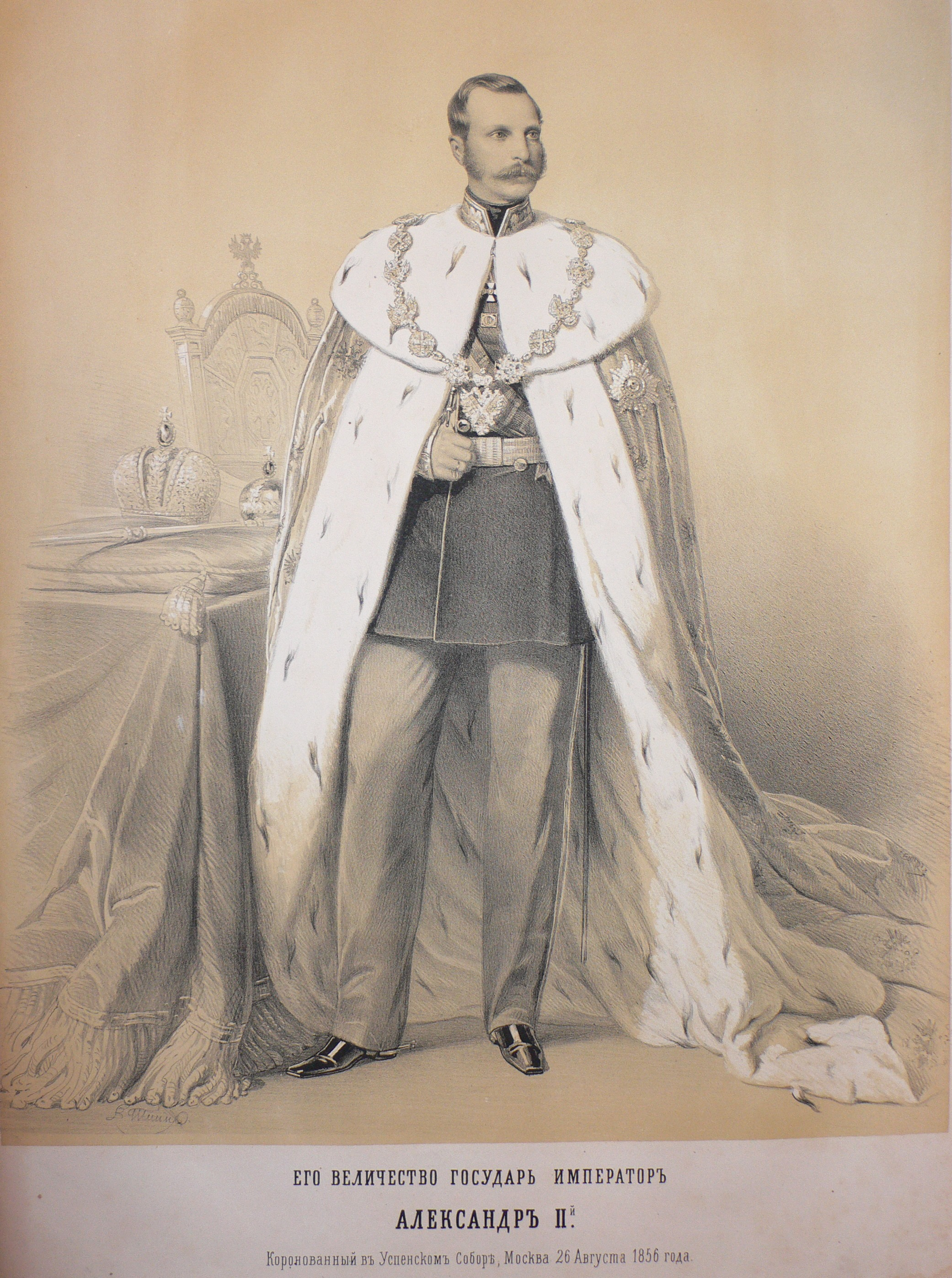
Император Александр II
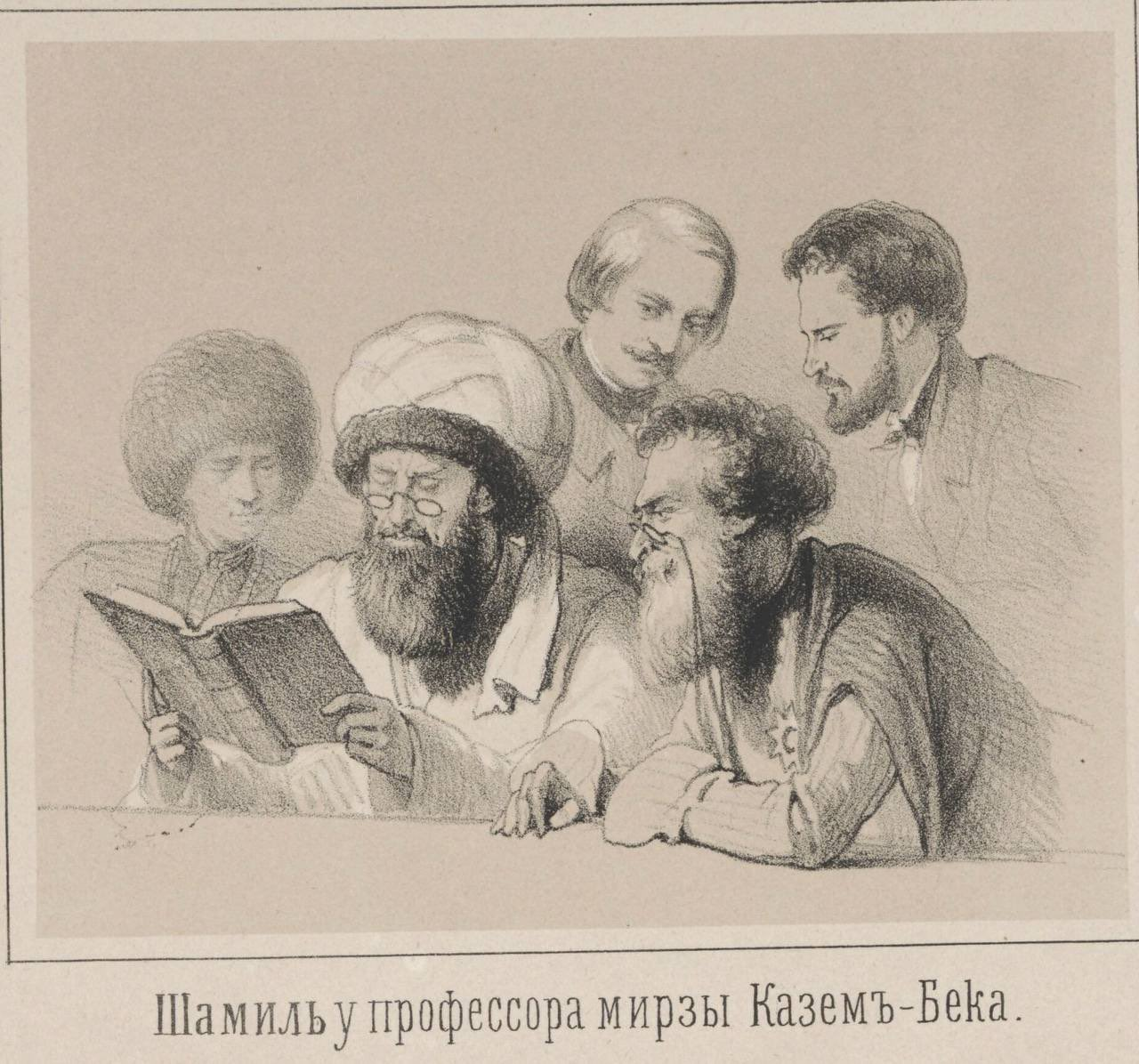
Шамиль у профессора Мирзы Казем-Бека. «Русский художественный листок». Лист № 31, 1859 г.
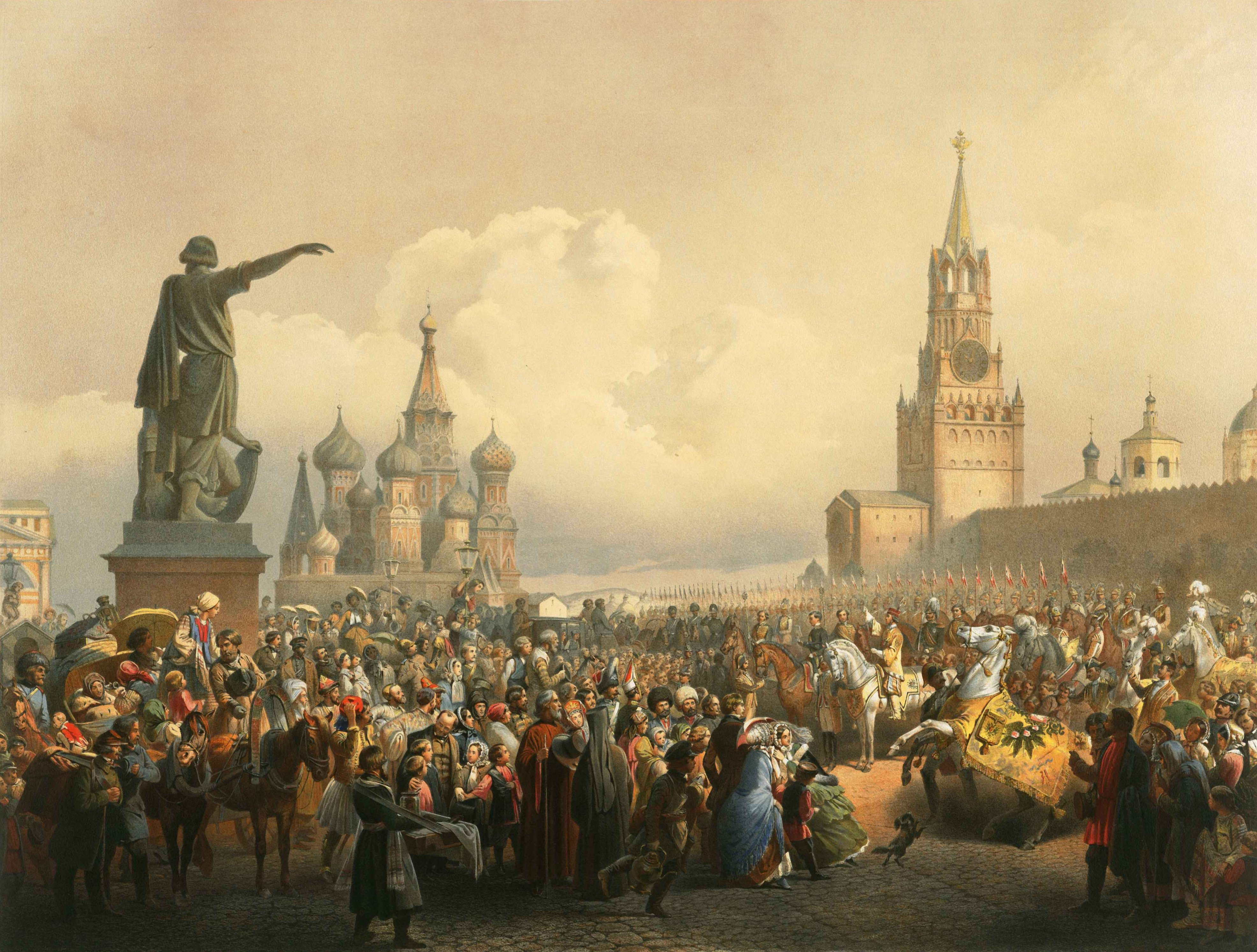
Коронационные торжества
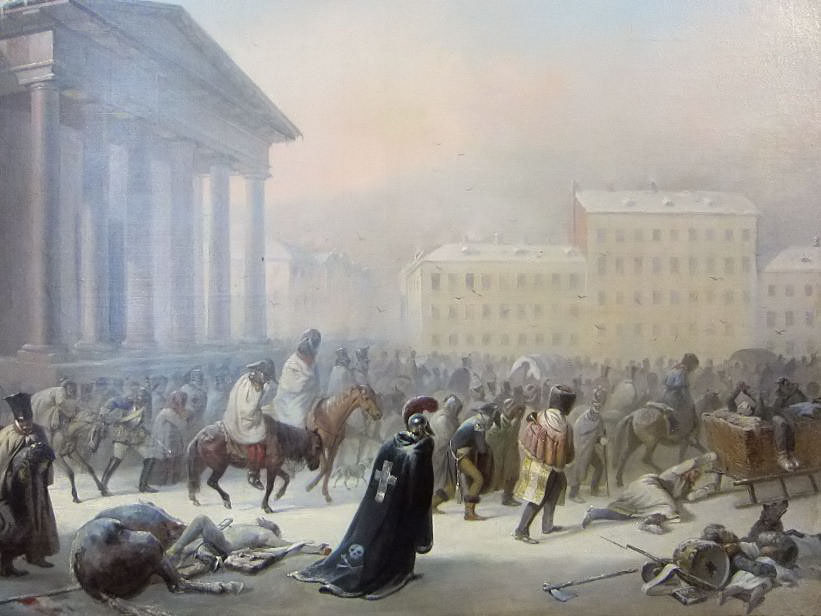
Отступление остатков Великой армии через Вильно (1812)

## Последние годы

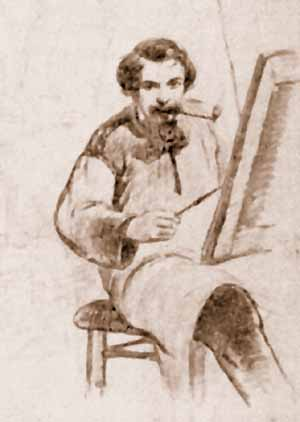
Автопортрет Тимма

Вскоре после прекращения издания «Русского художественного листка» Тимм уехал в Германию и в последние годы своей жизни заведовал частным керамическим заведением в Берлине. По рисункам В. Ф. Тимма из «Русского художественного листка» совершенствовали своё мастерство гравёр И. П. Пожалостин и художник Н. С. Ефимов, которые проживали в Солотче и готовились к поступлению в Академию художеств.
Тимм скончался в апреле 1895 года в Берлине. Урна с его прахом была привезена на родину, в Ригу, и захоронена на Большом немецком кладбище. Надгробие семьи художника там сохранилось, а вот его собственная могила утеряна.
Для благоустройства сквера между Немецким театром и Политехническим училищем в Риге возникла необходимость в пешеходном мостике через Городской канал. В. Ф. Тимм при жизни наметил место на бульваре Наследника, где должен быть построен мост, и обрисовал его конструкцию с подпружной металлической аркой. По завещанию художник поручил осуществить этот проект своей жене Эмилии, которая и пожертвовала Риге 9 тысяч рублей на эту цель. Принимая в октябре 1897 года этот дар, члены Рижского рата единогласно постановили, что будущий мост получит имя Тимма.
8 октября 1907 года Рижская городская дума рассмотрела доклад о выдаче стипендий имени Вильгельма Тимма способным художникам, предпочтительно уроженцам Риги, на усовершенствование дальнейшего образования из фонда, созданного по завещанию вдовы Эмилии Тимм, скончавшейся в 1906 году. Эмилия Тимм передала городу 20 тысяч рублей, чтобы стипендии выплачивались из процентов от этого капитала, а если часть процентов не израсходована, то эти средства причисляются к капиталу и остаются неприкосновенными. Стипендии, согласно решению думы, присваивались раз в полгода сроком на год дирекцией городского Художественного музея. Проценты назначались самой думой, поскольку капитал был помещён в ведение её хозяйственной комиссии.

## Семья
Младшая сестра Василия Фёдоровича Эмилия, которая благодаря ему вошла в петербургское общество, в 1839 году обвенчалась с художником Карлом Брюлловым. Брак был недолгим, вторично Эмилия вышла замуж за Алексея Греча.
В 1847 году Тимм обвенчался с рижанкой Эмилией Пфаб, дочерью преуспевающего торговца льном. Когда тесть строил особняк в стиле итальянского ренессанса, Тимм оформил его интерьер — потолочная лепка, резные капители колонн, внутренняя лестница созданы по эскизам художника.
Племянник Тимма — известный рижский архитектор Вильгельм Бокслаф.

## Библиография

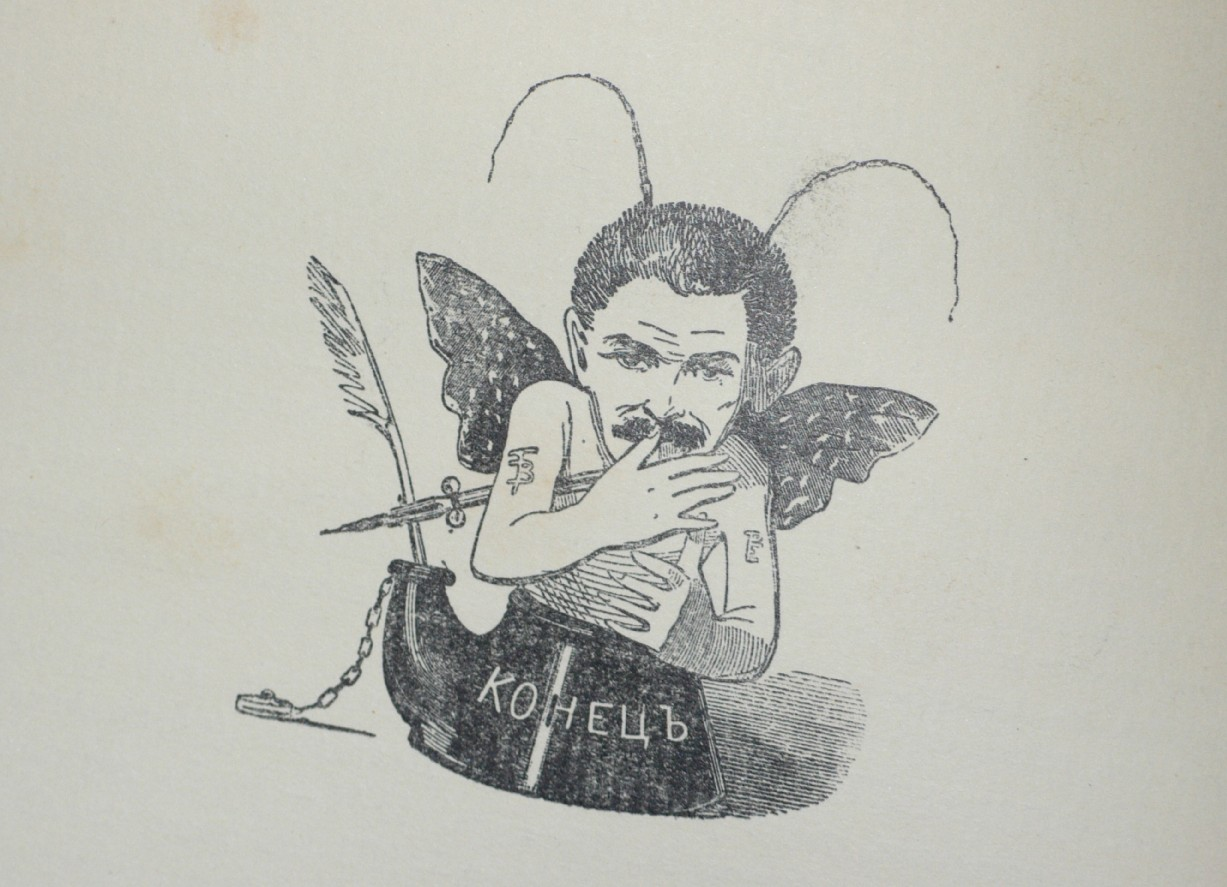
Автопортрет в виде книжной концовки. Ксилография, 1840-е годы

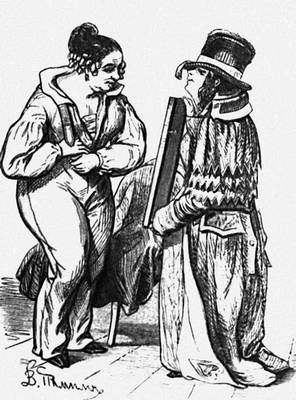
Иллюстрация к книге И. Мятлева «Сенсации и замечания госпожи Курдюковой». Ксилография. 1840-44.